# الطواف العالمي لكرة المضرب النسائية برعاية الاتحاد الدولي لكرة المضرب – 2020 (أكتوبر–ديسمبر)
جولة الاتحاد الدولي لكرة المضرب العالمية للنساء هي نسخة عام 2020 من الجولة الثانية في لعبة كرة المضرب للمحترفات. تنظمها الاتحاد الدولي لكرة المضرب وهي درجة أقل من جولة رابطة محترفات التنس. يتضمن الطواف العالمي لكرة المضرب النسائية برعاية الاتحاد الدولي لكرة المضرب بطولات بجوائز مالية تتراوح من $15،000 إلى $100،000.

## المواسم
| مواسم الطواف العالمي لكرة المضرب النسائية برعاية الاتحاد الدولي لكرة المضرب | مواسم الطواف العالمي لكرة المضرب النسائية برعاية الاتحاد الدولي لكرة المضرب | مواسم الطواف العالمي لكرة المضرب النسائية برعاية الاتحاد الدولي لكرة المضرب | مواسم الطواف العالمي لكرة المضرب النسائية برعاية الاتحاد الدولي لكرة المضرب | مواسم الطواف العالمي لكرة المضرب النسائية برعاية الاتحاد الدولي لكرة المضرب | مواسم الطواف العالمي لكرة المضرب النسائية برعاية الاتحاد الدولي لكرة المضرب | مواسم الطواف العالمي لكرة المضرب النسائية برعاية الاتحاد الدولي لكرة المضرب | مواسم الطواف العالمي لكرة المضرب النسائية برعاية الاتحاد الدولي لكرة المضرب | مواسم الطواف العالمي لكرة المضرب النسائية برعاية الاتحاد الدولي لكرة المضرب | مواسم الطواف العالمي لكرة المضرب النسائية برعاية الاتحاد الدولي لكرة المضرب |
| تسعينيات القرن العشرين                                                      | تسعينيات القرن العشرين                                                      | تسعينيات القرن العشرين                                                      | تسعينيات القرن العشرين                                                      | تسعينيات القرن العشرين                                                      | تسعينيات القرن العشرين                                                      | تسعينيات القرن العشرين                                                      | تسعينيات القرن العشرين                                                      | تسعينيات القرن العشرين                                                      | تسعينيات القرن العشرين                                                      |
| --------------------------------------------------------------------------- | --------------------------------------------------------------------------- | --------------------------------------------------------------------------- | --------------------------------------------------------------------------- | --------------------------------------------------------------------------- | --------------------------------------------------------------------------- | --------------------------------------------------------------------------- | --------------------------------------------------------------------------- | --------------------------------------------------------------------------- | --------------------------------------------------------------------------- |
| 1994                                                                        | 1995                                                                        | 1995                                                                        | 1996                                                                        | 1997                                                                        | 1998                                                                        | 1999                                                                        |                                                                             |                                                                             |                                                                             |
| العقد الأول من القرن 21                                                     |                                                                             |                                                                             |                                                                             |                                                                             |                                                                             |                                                                             |                                                                             |                                                                             |                                                                             |
| 2000                                                                        | 2001                                                                        | 2002                                                                        | 2003                                                                        | 2004                                                                        | 2005                                                                        | 2006                                                                        | 2007                                                                        | 2008 الربع الأول · الربع الثاني · الربع الثالث                              | 2009                                                                        |
| العقد الثاني من القرن 21                                                    |                                                                             |                                                                             |                                                                             |                                                                             |                                                                             |                                                                             |                                                                             |                                                                             |                                                                             |
| 2010 الربع الأول · الربع الثاني · الربع الثالث · الربع الرابع               | 2011 الربع الأول · الربع الثاني · الربع الثالث · الربع الرابع               | 2012 الربع الأول · الربع الثاني · الربع الثالث · الربع الرابع               | 2013 الربع الأول · الربع الثاني · الربع الثالث · الربع الرابع               | 2014 الربع الأول · الربع الثاني · الربع الثالث · الربع الرابع               | 2015 الربع الأول · الربع الثاني · الربع الثالث · الربع الرابع               | 2016 الربع الأول · الربع الثاني · الربع الثالث · الربع الرابع               | 2017 الربع الأول · الربع الثاني · الربع الثالث · الربع الرابع               | 2018 الربع الأول · الربع الثاني · الربع الثالث · الربع الرابع               | 2019 الربع الأول · الربع الثاني · الربع الثالث · الربع الرابع               |
| العقد الثالث من القرن 21                                                    |                                                                             |                                                                             |                                                                             |                                                                             |                                                                             |                                                                             |                                                                             |                                                                             |                                                                             |
| 2020 الربع الأول · الربع الثاني · الربع الثالث · الربع الرابع               | 2021 الربع الأول · الربع الثاني · الربع الثالث · الربع الرابع               | 2022 الربع الأول · الربع الثاني · الربع الثالث · الربع الرابع               | 2023 الربع الأول · الربع الثاني · الربع الثالث · الربع الرابع               | 2024 الربع الأول · الربع الثاني · الربع الثالث · الربع الرابع               | 2025 الربع الأول · الربع الثاني · الربع الثالث · الربع الرابع               |                                                                             |                                                                             |                                                                             |                                                                             |

## المفتاح
| الفئات      |
| بطولات W100 |
| بطولات W80  |
| بطولات W60  |
| بطولات W25  |
| بطولات W15  |

## الأشهر

### أكتوبر
| الأسبوع   | البطولة                                                                                               | الفائزات                                                 | الوصيفات                                 | المتأهلات لنصف النهائي             | المتأهلات لربع النهائي                                                    |
| --------- | --- | -------------------------------------------------------- | ---------------------------------------- | ---------------------------------- | ------------------------------------------------------------------------- |
| 5 أكتوبر  | شرم الشيخ، مصر ملعب صلب W15 قرعة المباريات الفردية والزوجية                                           | غانا بوزنيكيرينكو 6–2، 6–4                               | ساندرا سمير                              | داريا كوداشوفا فاليريا ستراخوفا    | داشا إيفانوفا يكاترينا ديميتريتشنكو غوزال أينيتيتينوفا ماريا تكاتشيفا     |
| 5 أكتوبر  | شرم الشيخ، مصر ملعب صلب W15 قرعة المباريات الفردية والزوجية                                           | غوزال أينيتيتينوفا مجردة كولامبايفا 6–1، 2–6، [12–10]    | يكاترينا ديميتريتشنكو كاميلا كيريمباييفا | داريا كوداشوفا فاليريا ستراخوفا    | داشا إيفانوفا يكاترينا ديميتريتشنكو غوزال أينيتيتينوفا ماريا تكاتشيفا     |
| 5 أكتوبر  | المنستير، تونس ملعب صلب W15 قرعة المباريات الفردية والزوجية                                           | إيفون كافالي ريمرز 6–3، 7–6(7–4)                         | ماريا لورديس كارلي                       | آنا أوكولوفا إيلينا مالويجينا      | باربارا غاتيكا آنا أوريك ياسمين منصوري مينا هودزيتش                       |
| 5 أكتوبر  | المنستير، تونس ملعب صلب W15 قرعة المباريات الفردية والزوجية                                           | إيفون كافالي ريمرز إليسا فانلانغيندونك 6–4، 7–6(7–4)     | باربارا غاتيكا ربكا بيرييرا              | آنا أوكولوفا إيلينا مالويجينا      | باربارا غاتيكا آنا أوريك ياسمين منصوري مينا هودزيتش                       |
| 12 أكتوبر | شيربورغ-أون-كوتنتين، فرنسا ملعب صلب (indoor) W25 قرعة المباريات الفردية والزوجية                      | كايا كانيبي 6–4، 6–4                                     | هارييت دارت                              | جودي بوراج جولي نيمير              | تشالا بويوكاكاتشاي وانغ شينيو روبن مونتغومري جورجينا غارسيا بيريز         |
| 12 أكتوبر | شيربورغ-أون-كوتنتين، فرنسا ملعب صلب (indoor) W25 قرعة المباريات الفردية والزوجية                      | روبن أندرسون جيسيكا بونشيه 4–6، 6–4، [10–8]              | هارييت دارت سارة بيث غري                 | جودي بوراج جولي نيمير              | تشالا بويوكاكاتشاي وانغ شينيو روبن مونتغومري جورجينا غارسيا بيريز         |
| 12 أكتوبر | شرم الشيخ، مصر ملعب صلب W15 قرعة المباريات الفردية والزوجية                                           | ساندرا سمير 6–4، 6–2                                     | جوانا جارلاند                            | زهيبيك كولامبايفا آنا مورجينا      | ماريا تكاتشيفا إيما ديفيس داشا إيفانوفا آنا أولياشينكو                    |
| 12 أكتوبر | شرم الشيخ، مصر ملعب صلب W15 قرعة المباريات الفردية والزوجية                                           | فيكتوريا ديما مارتينا كوبكا 6–4، 6–3                     | إيميلي أرباثنوت فريا كريستي              | زهيبيك كولامبايفا آنا مورجينا      | ماريا تكاتشيفا إيما ديفيس داشا إيفانوفا آنا أولياشينكو                    |
| 12 أكتوبر | فونشال، البرتغال ملعب صلب W15 قرعة المباريات الفردية والزوجية                                         | بياتريس حداد مايا 6–3، 6–3                               | فرانسيسكا خورخي                          | إنجريد جامارا مارتنز أريان هارتونو | يانتجي تيلبورجير ليكسي ستيفنز ألكساندرا يبفانوفا ماليني هيلجو             |
| 12 أكتوبر | فونشال، البرتغال ملعب صلب W15 قرعة المباريات الفردية والزوجية                                         | أريان هارتونو إيفا فيدر 4–6، 6–1، [10–7]                 | إنجريد جامارا مارتنز بياتريس حداد مايا   | إنجريد جامارا مارتنز أريان هارتونو | يانتجي تيلبورجير ليكسي ستيفنز ألكساندرا يبفانوفا ماليني هيلجو             |
| 12 أكتوبر | المنستير، تونس ملعب صلب W15 قرعة المباريات الفردية والزوجية                                           | ماريا لورديس كارلي 6–3، 2–6، 6–1                         | فيرونيكا فالكوسكا                        | باربرا جاتيكا إيفون كافالي ريميرز  | ديا إفتيموفا آنا أوركيه إيناس إيبو آنا أوكولوفا                           |
| 12 أكتوبر | المنستير، تونس ملعب صلب W15 قرعة المباريات الفردية والزوجية                                           | باربرا جاتيكا ريبيكا بيريرا 3–6، 7–6(7–3)، [17–15]       | فيرونيكا فالكوسكا ليزا بونومار           | باربرا جاتيكا إيفون كافالي ريميرز  | ديا إفتيموفا آنا أوركيه إيناس إيبو آنا أوكولوفا                           |
| 19 أكتوبر | ميرسر تنس كلاسيك ماكون، الولايات المتحدة ملعب صلب W80 قرعة المباريات الفردية – قرعة المباريات الزوجية | كاثرين بيليس 6–4، 6–7(4–7)، 0–0، انسحب                   | مارتا كوستيوك                            | ماجدالينا فريتش فارفارا ليبتشينكو  | ميساكي دوي فرانشيسكا دي لورينزو ساره إيراني ساتشيا فيكري                  |
| 19 أكتوبر | ميرسر تنس كلاسيك ماكون، الولايات المتحدة ملعب صلب W80 قرعة المباريات الفردية – قرعة المباريات الزوجية | ماجدالينا فريتش كاتارزينا كاوا 7–5، 6–1                  | فرانشيسكا دي لورينزو جيمي لوب            | ماجدالينا فريتش فارفارا ليبتشينكو  | ميساكي دوي فرانشيسكا دي لورينزو ساره إيراني ساتشيا فيكري                  |
| 19 أكتوبر | رانس، فرنسا ملعب صلب (indoor) W25 قرعة المباريات الفردية والزوجية                                     | أوسيان دودان 6–4، 6–2                                    | ليودميلا سامسونوفا                       | آنا كونجوه وانغ شينيو              | تشالا بويوكاكاتشاي هارييت دارت كلارا بوريل روبين مونتغومري                |
| 19 أكتوبر | رانس، فرنسا ملعب صلب (indoor) W25 قرعة المباريات الفردية والزوجية                                     | سيلينا جانيسيجيفيتش روبين مونتغومري انسحاب               | هارييت دارت سارة بيث غري                 | آنا كونجوه وانغ شينيو              | تشالا بويوكاكاتشاي هارييت دارت كلارا بوريل روبين مونتغومري                |
| 19 أكتوبر | شرم الشيخ، مصر ملعب صلب W15 قرعة المباريات الفردية والزوجية                                           | جوانا جارلاند 6–3، 3–6، 6–3                              | كاتي بولتر                               | أناستاسيا جاسانوفا هيلين سكولسين   | لميس الحسين عبد العزيز أنستاسيا تيخونوفا مانون ليونارد نويل سايدينوفا     |
| 19 أكتوبر | شرم الشيخ، مصر ملعب صلب W15 قرعة المباريات الفردية والزوجية                                           | فيرونيكا بيبيليايفا أنستاسيا تيخونوفا 4–6، 6–3، [10–6]   | بيانكا فرناندز ليلاه آني فرناندز         | أناستاسيا جاسانوفا هيلين سكولسين   | لميس الحسين عبد العزيز أنستاسيا تيخونوفا مانون ليونارد نويل سايدينوفا     |
| 19 أكتوبر | المنستير، تونس ملعب صلب W15 قرعة المباريات الفردية والزوجية                                           | سينا هيرمان 6–4، 6–4                                     | باربارا غاتيكا                           | أليس روب ماريا لورديس كارلي        | دارجة سيمينيستيا إيناس إيبو إلينا ماليجينا ليزا بونومار                   |
| 19 أكتوبر | المنستير، تونس ملعب صلب W15 قرعة المباريات الفردية والزوجية                                           | ويرونيكا فالكوفسكا ليزا بونومار 6–1، 6–0                 | آنا أوركي إيكاترينا فيشنفسكايا           | أليس روب ماريا لورديس كارلي        | دارجة سيمينيستيا إيناس إيبو إلينا ماليجينا ليزا بونومار                   |
| 26 أكتوبر | Bellatorum Resources Pro Classic تايلر، الولايات المتحدة ملعب صلب W80 قرعة الفردي – قرعة الزوجي       | آن لي 7–5، 1–6، 3–6                                      | مارتا كوستيوك                            | غريت مينين كاثرين بيلس             | كلارا تاوسون كاتارزينا كاوا أليونا بولسوفا ساره إيراني                    |
| 26 أكتوبر | Bellatorum Resources Pro Classic تايلر، الولايات المتحدة ملعب صلب W80 قرعة الفردي – قرعة الزوجي       | ألورا زاماريبا ماريبلا زاماريبا 3–6، 7–5، [9–11]         | بولا كانيا كاتارزينا بيتر                | غريت مينين كاثرين بيلس             | كلارا تاوسون كاتارزينا كاوا أليونا بولسوفا ساره إيراني                    |
| 26 أكتوبر | إسطنبول، تركيا ملعب صلب (داخلي) W25 قرعة المباريات الفردية والزوجية                                   | كايا كانيبي 3–6، 3–6                                     | فيرا زفوناريفا                           | جاكلين كريستيان فرانسيسكا جونز     | أندريا لازارو غارسيا إيلينا غابرييلا روس ريكا لوكا جاني كاتارينا زافاتسكا |
| 26 أكتوبر | إسطنبول، تركيا ملعب صلب (داخلي) W25 قرعة المباريات الفردية والزوجية                                   | جاكلين كريستيان إيلينا غابرييلا روس 3–6، 4–6             | مايا لومسدن ميليس سيزر                   | جاكلين كريستيان فرانسيسكا جونز     | أندريا لازارو غارسيا إيلينا غابرييلا روس ريكا لوكا جاني كاتارينا زافاتسكا |
| 26 أكتوبر | بزارجق، بلغاريا ملعب ترابي W15 قرعة المباريات الفردية والزوجية                                        | إريكا أندريفيا 1–6، 6–0، 6–2                             | صوفيا ميلاتوفا                           | أوانا جورجيتا سيميون ماليني هيلجو  | نوريا برانكاتشو صوفيا كوستولاس سيلينا يانيتسييفيتش كريستينا دينو          |
| 26 أكتوبر | بزارجق، بلغاريا ملعب ترابي W15 قرعة المباريات الفردية والزوجية                                        | أوانا جافريلا أوانا جورجيتا سيميون 6–7(1–7)، 6–4، [10–4] | كاتيرينا ديميتروفا إيزابيل كوزمانوف      | أوانا جورجيتا سيميون ماليني هيلجو  | نوريا برانكاتشو صوفيا كوستولاس سيلينا يانيتسييفيتش كريستينا دينو          |
| 26 أكتوبر | شرم الشيخ، مصر ملعب صلب W15 قرعة المباريات الفردية والزوجية                                           | روتوجا بسالي 6–3، 7–5                                    | آنا سيشكوفا                              | رومانا شيسوفيسكا إيميلي لينده      | شانيل سيموندز لميس الحسين عبد العزيز أنستاسيا بوبلافسكا جوانا جارلاند     |
| 26 أكتوبر | شرم الشيخ، مصر ملعب صلب W15 قرعة المباريات الفردية والزوجية                                           | كسينيا لاسكوتوفا داريا ميشينا 5–7، 7–6(8–6)، [10–4]      | أناستاسيا جاسانوفا فاليريا ستراخوفا      | رومانا شيسوفيسكا إيميلي لينده      | شانيل سيموندز لميس الحسين عبد العزيز أنستاسيا بوبلافسكا جوانا جارلاند     |
| 26 أكتوبر | كاندية، اليونان ملعب ترابي W15 قرعة المباريات الفردية والزوجية                                        | ألكسندرا كادانتسو 4–6، 6–3، 6–3                          | أندريا روشكا                             | رومي كولزر داليلا سبيري            | نيكا راديشيك إيوانا لوريدانا روسكا مونيكا كيلناروفا لورا شايدر            |
| 26 أكتوبر | كاندية، اليونان ملعب ترابي W15 قرعة المباريات الفردية والزوجية                                        | أندريا روشكا إيوانا لوريدانا روسكا 6–1، 6–3              | ميلانيا ديلاي داليلا سبيري               | رومي كولزر داليلا سبيري            | نيكا راديشيك إيوانا لوريدانا روسكا مونيكا كيلناروفا لورا شايدر            |
| 26 أكتوبر | لوسادا، البرتغال ملعب صلب (داخلي) W15 قرعة المباريات الفردية والزوجية                                 | سوزان بانديتشي 7–6(8–6)، 2–6، 6–2                        | أريان هارتونو                            | لوسيا برونزيتي ستيفاني فيشر        | سيليا سيرفينو رويز كلوديا جيوفين أرليندا روشيتي أناستاسيا زاريتسكا        |
| 26 أكتوبر | لوسادا، البرتغال ملعب صلب (داخلي) W15 قرعة المباريات الفردية والزوجية                                 | سوزان بانديتشي لارا سالدن 6–4، 6–3                       | كلوديا جيوفين أنجيليكا موراتيلي          | لوسيا برونزيتي ستيفاني فيشر        | سيليا سيرفينو رويز كلوديا جيوفين أرليندا روشيتي أناستاسيا زاريتسكا        |
| 26 أكتوبر | بلاتيا دارو، إسبانيا ملعب ترابي W15 قرعة المباريات الفردية والزوجية                                   | سيباستيانا سكيليبوتي 6–4، 6–4                            | أماندا كاريراس                           | مارتا كاستيك أنجيلا فيتا بولودا    | إيميلي أبلتون جيسيكا بوزاس مانيرو إيفون كافالي رييمير ألينا خارايفا       |
| 26 أكتوبر | بلاتيا دارو، إسبانيا ملعب ترابي W15 قرعة المباريات الفردية والزوجية                                   | ألينا خارايفا أوكسانا سيليخميتيفا 5–7، 6–1، [10–5]       | ألما كاريو مارين جوليا بايولا            | مارتا كاستيك أنجيلا فيتا بولودا    | إيميلي أبلتون جيسيكا بوزاس مانيرو إيفون كافالي رييمير ألينا خارايفا       |
| 26 أكتوبر | المنستير، تونس ملعب صلب W15 قرعة المباريات الفردية والزوجية                                           | ماريا لورديس كارلي 6–4، 6–3                              | ويرونيكا فالكوسكا                        | سينا هيرمان إليسا فانلانجندونك     | ياسمين منصوري تمارا تشروفيتش أليس روب ليتيسيا بولشارتوفا                  |
| 26 أكتوبر | المنستير، تونس ملعب صلب W15 قرعة المباريات الفردية والزوجية                                           | ديا إفتيموفا كارول مونيت 6–3، 2–6، [10–5]                | ويرونيكا فالكوسكا آنا كوباريفا           | سينا هيرمان إليسا فانلانجندونك     | ياسمين منصوري تمارا تشروفيتش أليس روب ليتيسيا بولشارتوفا                  |

### نونبر
| الأسبوع   | البطولة                                                                                     | الفائزات | الوصيفات | المتأهلات لنصف النهائي                                        | المتأهلات لربع النهائي                                                  |
| --------- | ------------------------------------------------------------------------------------------- | --- | --- | ------------------------------------------------------------- | ----------------------------------------------------------------------- |
| 2 نوفمبر  | LTP تشارلستون برو تنس تشارلستون، الولايات المتحدة ملعب ترابي W100 قرعة الفردي – قرعة الزوجي | ميار شريف 6–2، 6–3 | كاتارزينا كاوا | ميساكي دوي ريناتا زارازوا                                     | غابرييلا تالبا آن لي كلير ليو لورين ديفيس                               |
| 2 نوفمبر  | LTP تشارلستون برو تنس تشارلستون، الولايات المتحدة ملعب ترابي W100 قرعة الفردي – قرعة الزوجي | ماجدالينا فريتش كاتارزينا كاوا 4–6، 6–4، [10–2] | أسترا شارما ميار شريف | ميساكي دوي ريناتا زارازوا                                     | غابرييلا تالبا آن لي كلير ليو لورين ديفيس                               |
| 2 نوفمبر  | شرم الشيخ، مصر ملعب صلب W15 قرعة المباريات الفردية والزوجية                                 | إيرينا شيمانوفيتش 6–3، 7–5 | جيسي آني | داريا ميشينا ساندرا سمير                                      | فالنتينا ريسر شانيل سيموندز بايج هاوريجان ليا بوشكوفيتش                 |
| 2 نوفمبر  | شرم الشيخ، مصر ملعب صلب W15 قرعة المباريات الفردية والزوجية                                 | كسينيا لاسكوتوفا داريا ميشينا 7–6(7–3)، 6–7(2–7)، [12–10] | فالنتينا ريسر لولو صن | داريا ميشينا ساندرا سمير                                      | فالنتينا ريسر شانيل سيموندز بايج هاوريجان ليا بوشكوفيتش                 |
| 2 نوفمبر  | هيراكليون، اليونان ملعب ترابي W15 قرعة المباريات الفردية والزوجية                           | جيرجانا توبالوفا 6–4، 6–0 | رومي كولزر | أندريا روشا إليسيا بولتون                                     | ألكساندرا كادانتو جوهانا ماركوفا إيوانا لوريدانا روسكا سافو ساكيلايدي   |
| 2 نوفمبر  | هيراكليون، اليونان ملعب ترابي W15 قرعة المباريات الفردية والزوجية                           | أليكا روسوفا نينا ستادلر 6–0، 6–4 | جوهانا ماركوفا نيكه راديشيك | أندريا روشا إليسيا بولتون                                     | ألكساندرا كادانتو جوهانا ماركوفا إيوانا لوريدانا روسكا سافو ساكيلايدي   |
| 2 نوفمبر  | أورتيزي، إيطاليا ملعب صلب (داخلي) W15 قرعة المباريات الفردية والزوجية                       | فيديريكا دي سارا 6–3، 6–3 | كاثينكا فون ديكمان | سلينا جانيجييفيك ستيفانيا روبيني                              | سوزان لامينز بيانكا توراتي ليزا بيجاتو أناستازيا كوليكوفا               |
| 2 نوفمبر  | أورتيزي، إيطاليا ملعب صلب (داخلي) W15 قرعة المباريات الفردية والزوجية                       | سوزان لامينز كيمبرلي زيمرمان 3–6، 6–4، [11–9] | فيديريكا دي سارا أناستازيا كوليكوفا | سلينا جانيجييفيك ستيفانيا روبيني                              | سوزان لامينز بيانكا توراتي ليزا بيجاتو أناستازيا كوليكوفا               |
| 2 نوفمبر  | لوسادا، البرتغال ملعب صلب (داخلي) W15 قرعة المباريات الفردية والزوجية                       | لارا سالدن 6–4، 6–3 | سوزان بانديتشي | يوريكو ليلي ميازاكي ألينا كاريفا                              | ماريا إينيس فونتي لوسيا برونزيتي أناستازيا زاريتسكا سارا كاكارفيك       |
| 2 نوفمبر  | لوسادا، البرتغال ملعب صلب (داخلي) W15 قرعة المباريات الفردية والزوجية                       | أريان هارتونو يوريكو ليلي ميازاكي 6–1، 5–7، [10–7] | ريا باتيا إينيس مورتا | يوريكو ليلي ميازاكي ألينا كاريفا                              | ماريا إينيس فونتي لوسيا برونزيتي أناستازيا زاريتسكا سارا كاكارفيك       |
| 2 نوفمبر  | كاستيون، إسبانيا ملعب صلب W15 قرعة المباريات الفردية والزوجية                               | تم إلغاء البطولة خلال الجولة الأولى بسبب الطقس السيء المستمر. | تم إلغاء البطولة خلال الجولة الأولى بسبب الطقس السيء المستمر. | تم إلغاء البطولة خلال الجولة الأولى بسبب الطقس السيء المستمر. | تم إلغاء البطولة خلال الجولة الأولى بسبب الطقس السيء المستمر.           |
| 9 نوفمبر  | أورلاندو، الولايات المتحدة ملعب صلب W25 قرعة المباريات الفردية والزوجية                     | أليسيا باركس 3–6، 6–4، 6–2 | روبين مونتغومري | هانا تشانغ جايمي لو                                           | هوريكين تايرا بلاك كاتارينا جوكيك كلير ليو كاتارزينا كاوا               |
| 9 نوفمبر  | أورلاندو، الولايات المتحدة ملعب صلب W25 قرعة المباريات الفردية والزوجية                     | راشيدا مكادو أليسيا باركس 4–6، 1–6، [9–11] | جايمي لو إيرين روتليف | هانا تشانغ جايمي لو                                           | هوريكين تايرا بلاك كاتارينا جوكيك كلير ليو كاتارزينا كاوا               |
| 9 نوفمبر  | شرم الشيخ، مصر ملعب صلب W15 قرعة المباريات الفردية والزوجية                                 | ليا بوشكوفيتش 6–4، 6–4 | جوانا جارلاند | إلينا أفانيسيان ساندرا سمير                                   | أنستازيا نيفيدوفا روتوجا بسالي بولينا كوديرميتوفا آنا مورجينا           |
| 9 نوفمبر  | شرم الشيخ، مصر ملعب صلب W15 قرعة المباريات الفردية والزوجية                                 | إلينا أفانيسيان إيرينا شيمانوفيتش 6–4، 6–1 | فالنتينا رايزر لولو صن | إلينا أفانيسيان ساندرا سمير                                   | أنستازيا نيفيدوفا روتوجا بسالي بولينا كوديرميتوفا آنا مورجينا           |
| 9 نوفمبر  | هيراكليون، اليونان ملعب ترابي W15 قرعة المباريات الفردية والزوجية                           | رومي كولزر 6–3، 1–6، 6–2 | ألكسندرا كادانتسو | داريا فيدمانوفا نيكول كيرين                                   | أندريا روشا صوفيا شاباتافا جانا بوزنيخيرينكو مارتينا سبيجاريللي         |
| 9 نوفمبر  | هيراكليون، اليونان ملعب ترابي W15 قرعة المباريات الفردية والزوجية                           | فيرينا ميليس مارتينا سبيجاريللي 7–5، 6–2 | شافيت كيمتشي مايا تهان | داريا فيدمانوفا نيكول كيرين                                   | أندريا روشا صوفيا شاباتافا جانا بوزنيخيرينكو مارتينا سبيجاريللي         |
| 16 نوفمبر | لاس بالماس دي غران كناريا، إسبانيا ملعب ترابي W25 قرعة المباريات الفردية والزوجية           | كايا كانيبي 6–3، 6–2 | ميار شريف | ريتشل هوجينكامب جولي نيمير                                    | أناستاسيا زاريتسكا أوكسانا سيليخميتيفا ريكا لوكا جاني لارا سالدن        |
| 16 نوفمبر | لاس بالماس دي غران كناريا، إسبانيا ملعب ترابي W25 قرعة المباريات الفردية والزوجية           | لارا سالدن كيمبرلي زيمرمان 6–1، 6–3 | سوزان لامينس إيفا فيدر | ريتشل هوجينكامب جولي نيمير                                    | أناستاسيا زاريتسكا أوكسانا سيليخميتيفا ريكا لوكا جاني لارا سالدن        |
| 16 نوفمبر | شرم الشيخ، مصر ملعب صلب W15 قرعة المباريات الفردية والزوجية                                 | جوانا غارلاند 7–5، 6–3 | لولو صن | جازمين أورتيزي داريا ميشينا                                   | جازمين كونواي جوليا مورليه إيرينا شيمانوفيتش بولينا باخموتكينا          |
| 16 نوفمبر | شرم الشيخ، مصر ملعب صلب W15 قرعة المباريات الفردية والزوجية                                 | ميخائيلا بايرلوفا ليتيسيا بولتشارتوفا 6–4، 7–5 | إلينا أفانسيان إيرينا شيمانوفيتش | جازمين أورتيزي داريا ميشينا                                   | جازمين كونواي جوليا مورليه إيرينا شيمانوفيتش بولينا باخموتكينا          |
| 16 نوفمبر | هابنيما، إستونيا ملعب صلب (indoor) W15 قرعة المباريات الفردية والزوجية                      | كاميلا بارتوني 6–3، 6–4 | ستيفاني فيسشر | إيكاترينا مكاروفا دانييلا فيسماني                             | ألريكك إيكري إلينا مالوجينا إميلي أبلتون ويرونيكا باسيك                 |
| 16 نوفمبر | هابنيما، إستونيا ملعب صلب (indoor) W15 قرعة المباريات الفردية والزوجية                      | جوستينا ميكولسكيت ليكسي ستيفنز 6–2، 6–1 | إميلي أبلتون مارتينا كوبكا | إيكاترينا مكاروفا دانييلا فيسماني                             | ألريكك إيكري إلينا مالوجينا إميلي أبلتون ويرونيكا باسيك                 |
| 16 نوفمبر | هيراكليون، اليونان ملعب ترابي W15 قرعة المباريات الفردية والزوجية                           | أندريا روشكا 6–0، 6–1 | مارتينا كولمينيا | آني أميراغيان إيوانا لوريدانا روسكا                           | رومي كولتسر سيلينا يانيسيفيتش ميكيلا لاكي نيكول خيري                    |
| 16 نوفمبر | هيراكليون، اليونان ملعب ترابي W15 قرعة المباريات الفردية والزوجية                           | أندريا روشكا إيوانا لوريدانا روسكا 6–4، 6–4 | مارتينا كولمينيا ميلانيا ديلاي | آني أميراغيان إيوانا لوريدانا روسكا                           | رومي كولتسر سيلينا يانيسيفيتش ميكيلا لاكي نيكول خيري                    |
| 23 نوفمبر | القاهرة، مصر ملعب ترابي W15 قرعة المباريات الفردية والزوجية                                 | كارولينا ألفيس 7–5، 6–4 | داريا ميشينا | جيسي أيني ليكسي ستيفنز                                        | إيريكا أندرييفا كيسينيا لاسكوتوفا باربورا ماتوسوفا جيبيك كولامباييفا    |
| 23 نوفمبر | القاهرة، مصر ملعب ترابي W15 قرعة المباريات الفردية والزوجية                                 | إلينا أفانسيان آنا كوباريفا 6–3، 7–5 | أناستاسيا نيفيدوفا جازمين أورتينزي | جيسي أيني ليكسي ستيفنز                                        | إيريكا أندرييفا كيسينيا لاسكوتوفا باربورا ماتوسوفا جيبيك كولامباييفا    |
| 23 نوفمبر | هيراكليون، اليونان ملعب ترابي W15 قرعة المباريات الفردية والزوجية                           | أندريا روسكا 6–1، 6–2 | داريا فيدمانوفا | فيرينا ميليس أيومي كوشيشي                                     | جورجيا كراتشون سيلفيا أمبروسيو سوفو ساكيلاريدي إيوانا لوريدانا روسكا    |
| 23 نوفمبر | هيراكليون، اليونان ملعب ترابي W15 قرعة المباريات الفردية والزوجية                           | أندريا روسكا إيوانا لوريدانا روسكا 6–3، 6–3 | إلينا نيبلي ديميترا بافللو | فيرينا ميليس أيومي كوشيشي                                     | جورجيا كراتشون سيلفيا أمبروسيو سوفو ساكيلاريدي إيوانا لوريدانا روسكا    |
| 23 نوفمبر | لاس بالماس، إسبانيا ملعب ترابي W15 قرعة المباريات الفردية والزوجية                          | مارينا زانيفسكا مقابل أندريا لازارو غارسيا تم إلغاء النهائي بسبب الأحوال الجوية السيئة وكانت لازارو غارسيا متقدمة 7–5، 6–5. واتفقت اللاعبتان على تقاسم نقاط الترتيب والجوائز المالية. | مارينا زانيفسكا مقابل أندريا لازارو غارسيا تم إلغاء النهائي بسبب الأحوال الجوية السيئة وكانت لازارو غارسيا متقدمة 7–5، 6–5. واتفقت اللاعبتان على تقاسم نقاط الترتيب والجوائز المالية. | أنستازيا زاريتسكا كاتارينا كيرلاخ                             | سوزان لامينس ديان باري مارتا كوستيتش أوكسانا سيليخميتيفا                |
| 23 نوفمبر | لاس بالماس، إسبانيا ملعب ترابي W15 قرعة المباريات الفردية والزوجية                          | أندريا غاميز غوليرمينا نايا 3–6، 7–5، [10–7] | باربارا غاتيكا ريبيكا بيريرا | أنستازيا زاريتسكا كاتارينا كيرلاخ                             | سوزان لامينس ديان باري مارتا كوستيتش أوكسانا سيليخميتيفا                |
| 23 نوفمبر | المنستير، تونس ملعب صلب W15 قرعة المباريات الفردية والزوجية                                 | كارول مونيت 2–6، 6–1، 7–5 | يوليا هاتيوكا | مانو أركانجيولي أوبان دروغيه                                  | شاليمار تالبي إيناس إيبو ديا إفتيموفا نفيسة بيربيروفيتش                 |
| 23 نوفمبر | المنستير، تونس ملعب صلب W15 قرعة المباريات الفردية والزوجية                                 | أوبان دروغيه شاليمار تالبي 7–5، 6–1 | كيارا كاتيني أستريد سيروت | مانو أركانجيولي أوبان دروغيه                                  | شاليمار تالبي إيناس إيبو ديا إفتيموفا نفيسة بيربيروفيتش                 |
| 30 نوفمبر | القاهرة، مصر ملعب ترابي W15 قرعة المباريات الفردية والزوجية                                 | إريكا أندريفا 6–1، 6–3 | كارولينا ألفيس | جيبيك كولامباييفا أنستاسيا نيفيدوفا                           | إيلينا أفانيسيان آنا سيسكوفا آنا كوباريفا إينيس مورتا                   |
| 30 نوفمبر | القاهرة، مصر ملعب ترابي W15 قرعة المباريات الفردية والزوجية                                 | آنا سيسكوفا ليكسي ستيفنز 3–6، 6–4، [10–8] | إيلينا أفانيسيان آنا كوباريفا | جيبيك كولامباييفا أنستاسيا نيفيدوفا                           | إيلينا أفانيسيان آنا سيسكوفا آنا كوباريفا إينيس مورتا                   |
| 30 نوفمبر | المنستير، تونس ملعب صلب W15 قرعة المباريات الفردية والزوجية                                 | يوليا هاتوكه 6–1، 5–7، 6–3 | ليندا فروهفيتوفا | كارول مونيت سادا ناهيمانا                                     | شاليما تالبي نفيسة بيربيروفيتش إيفون كافاليه رايميرز سيباسيانا سيليبوتي |
| 30 نوفمبر | المنستير، تونس ملعب صلب W15 قرعة المباريات الفردية والزوجية                                 | إيفون كافاليه رايميرز بويانا مارينكوفيتش 6–1، 6–4 | نفيسة بيربيروفيتش أنيتا هوساريتش | كارول مونيت سادا ناهيمانا                                     | شاليما تالبي نفيسة بيربيروفيتش إيفون كافاليه رايميرز سيباسيانا سيليبوتي |
| 30 نوفمبر | أنطاليا، تركيا ملعب ترابي W15 قرعة المباريات الفردية والزوجية                               | إيبك أوز 6–1، 6–1 | أندريا روسكا | هوريكان تيرا بلاك بولينا كوديرميتوفا                          | جوليا أفدييفا أدريانا رايكوفيتش مانسا بيسلاك داريا لوبيتسكا             |
| 30 نوفمبر | أنطاليا، تركيا ملعب ترابي W15 قرعة المباريات الفردية والزوجية                               | أندريا بريساكاريو أندريا روسكا 3–6، 6–4، [10–6] | فيكتوريا ديما كريستينا دينو | هوريكان تيرا بلاك بولينا كوديرميتوفا                          | جوليا أفدييفا أدريانا رايكوفيتش مانسا بيسلاك داريا لوبيتسكا             |

### دجنبر
| الأسبوع                                                                                    | البطولة | الفائزات | الوصيفات                               | المتأهلات لنصف النهائي                                                      | المتأهلات لربع النهائي                                         |
| ------------------------------------------------------------------------------------------ | --- | --- | -------------------------------------- | --------------------------------------------------------------------------- | -------------------------------------------------------------- |
| 7 ديسمبر                                                                                   | | |                                        |                                                                             |                                                                |
| تحدي الحبتور للتنس دبي، الإمارات العربية المتحدة ملعب صلب W100+H قرعة الفردي – قرعة الزوجي | سورانا كريستيا 4–6، 3–6، 3–6                                                                                               | كاترينا سينياكوفا | إيلينا غابرييلا روس بولونا هيركوج      | دانكا كوفينتش هيذر واتسون باربورا كرجتشيكوفا أرانتشا روس                    |                                                                |
| تحدي الحبتور للتنس دبي، الإمارات العربية المتحدة ملعب صلب W100+H قرعة الفردي – قرعة الزوجي | إيكاترين جورجودزي ANKITA RAINA 4–6، 6–3، [6–10]                                                                            | أليونا بولسوفا كاجا جوفان                                                                                                  | إيلينا غابرييلا روس بولونا هيركوج      | دانكا كوفينتش هيذر واتسون باربورا كرجتشيكوفا أرانتشا روس                    |                                                                |
| القاهرة، مصر ملعب ترابي W15 قرعة المباريات الفردية والزوجية                                | كارولينا ألفيس 6–0، 7–5 | إلينا أفانيسيان | داريا ميشينا آنا سيشكوڤا               | زيڤا فالكنا ليكسي ستيفنز فاندا لوكاش إينيس مورتا                            |                                                                |
| القاهرة، مصر ملعب ترابي W15 قرعة المباريات الفردية والزوجية                                | داريا ميشينا نويل سيدينوفا 6–2، 2–6، [11–9]                                                                                | إلينا أفانيسيان أناستاسيا تيخونوفا                                                                                         | داريا ميشينا آنا سيشكوڤا               | زيڤا فالكنا ليكسي ستيفنز فاندا لوكاش إينيس مورتا                            |                                                                |
| مدريد، إسبانيا ملعب ترابي (indoor) W15 قرعة المباريات الفردية والزوجية                     | كوني بيرين 6–4، 7–6(10–8)                                                                                                  | جيسيكا بوزاس مانيرو | مارتينا سبيجاريللي أولغا سايز لارّا     | لوسيا كورتيس لوركا أنجيلا فيتا بولودا ألبا كارّيو مارين آني مينتيجي دل أولمو |                                                                |
| مدريد، إسبانيا ملعب ترابي (indoor) W15 قرعة المباريات الفردية والزوجية                     | أنجيلا فيتا بولودا أوكسانا سيليخميتيفا 7–6(7–4)، 1–6، [10–5]                                                               | باربرا جاتيكا ريبيكا بيريرا                                                                                                | مارتينا سبيجاريللي أولغا سايز لارّا     | لوسيا كورتيس لوركا أنجيلا فيتا بولودا ألبا كارّيو مارين آني مينتيجي دل أولمو |                                                                |
| المنستير، تونس ملعب صلب W15 قرعة المباريات الفردية والزوجية                                | لولو صن 6–0، 2–6، 6–2 | كارول مونيت | نفيسة بيربيروفيتش سادا ناهيماانا       | آنا أوكولوفا إيفون كافالي رايمرز فيرونيكا فالكوفسكا سيباستيانا سكيليبوطي    |                                                                |
| المنستير، تونس ملعب صلب W15 قرعة المباريات الفردية والزوجية                                | نفيسة بيربيروفيتش أنيتا هوساريتش 6–4، 6–4                                                                                  | سيليا سيرفينيو رويز أوليفيا جرام                                                                                           | نفيسة بيربيروفيتش سادا ناهيماانا       | آنا أوكولوفا إيفون كافالي رايمرز فيرونيكا فالكوفسكا سيباستيانا سكيليبوطي    |                                                                |
| أنطاليا، تركيا ملعب ترابي W15 قرعة المباريات الفردية والزوجية                              | بولينا كوديرمتوفا ضد أندريا روشكا المباراة النهائية ألغيت بسبب سوء الطقس. وقُسمت النقاط المالية ونقاط التصنيف بين اللاعبين. | بولينا كوديرمتوفا ضد أندريا روشكا المباراة النهائية ألغيت بسبب سوء الطقس. وقُسمت النقاط المالية ونقاط التصنيف بين اللاعبين. | إيريكا أندرييفا زينب سونميز            | كريستينا دينو تارا ويرث سيمونا أوجيسكو لينا جيورشيسكا                       |                                                                |
| أنطاليا، تركيا ملعب ترابي W15 قرعة المباريات الفردية والزوجية                              | هوريكين تايرا بلاك سفينيا أوشنير 7–6(7–2)، 7–5                                                                             | جرجانا توبالوفا دانيا فيسماني                                                                                              | إيريكا أندرييفا زينب سونميز            | كريستينا دينو تارا ويرث سيمونا أوجيسكو لينا جيورشيسكا                       |                                                                |
| 14 ديسمبر                                                                                  | سيلفا جاردينا، إيطاليا ملعب صلب (داخلي) دبليو 25 قرعة المباريات الفردية والزوجية                                           | شينغ كينوين 7–6(0–7)، 6–0، 6–3                                                                                             | ليا بوشكوفيتش                          | آنا كونجوه سوزان بانديتشي                                                   | مارتا كوستيوك داليلا سبيريتي تينا لوكاس فيديريكا دي سارا       |
| 14 ديسمبر                                                                                  | سيلفا جاردينا، إيطاليا ملعب صلب (داخلي) دبليو 25 قرعة المباريات الفردية والزوجية                                           | ماتيلدي باوليتي ليزا بيجاتو 7–5، 6–1                                                                                       | مايا شوالينسكا ليندا فروهفيتوفا        | آنا كونجوه سوزان بانديتشي                                                   | مارتا كوستيوك داليلا سبيريتي تينا لوكاس فيديريكا دي سارا       |
| 14 ديسمبر                                                                                  | المنستير، تونس ملعب صلب دبليو 15 قرعة المباريات الفردية والزوجية                                                           | كارول مونيت 5–7، 7–5، 6–3                                                                                                  | يوليا هاتوك                            | فيرونيكا فالكوفسكا ماريا بوندارينكو                                         | لولو سون سادا نهيمانا أنطونيا روزيتش مارتينا كوبكا             |
| 14 ديسمبر                                                                                  | المنستير، تونس ملعب صلب دبليو 15 قرعة المباريات الفردية والزوجية                                                           | فيرونيكا فالكوفسكا يوليا هاتوك 6–4، 7–5                                                                                    | إيفون كافالي ريميرس سيليا سيرفينو رويز | فيرونيكا فالكوفسكا ماريا بوندارينكو                                         | لولو سون سادا نهيمانا أنطونيا روزيتش مارتينا كوبكا             |
| 14 ديسمبر                                                                                  | أنطاليا، تركيا ملعب ترابي دبليو 15 قرعة المباريات الفردية والزوجية                                                         | ديان باري 6–3، 6–1 | بيرفو جنكيز                            | كريستينا دينو زينب سونميز                                                   | فاليريا ستراخوفا داريا لوباتيتسكا جورجيا كراتشون ناغي هاناتاني |
| 14 ديسمبر                                                                                  | أنطاليا، تركيا ملعب ترابي دبليو 15 قرعة المباريات الفردية والزوجية                                                         | صوفيا شاباتافا فاليريا ستراخوفا 6–4، 6–4                                                                                   | جوليا كيملمان إيلاي يورك               | كريستينا دينو زينب سونميز                                                   | فاليريا ستراخوفا داريا لوباتيتسكا جورجيا كراتشون ناغي هاناتاني |
| 21 ديسمبر                                                                                  | المنستير، تونس ملعب صلب W15 قرعة المباريات الفردية والزوجية                                                                | نوريا باريزاس دياز 6–3، 6–0                                                                                                | أوبان دروجيت                           | أنيتا هوساريك مارتينا كوبكا                                                 | فيرونيكا فالكوسكا إيناس إيبو فيونا جانز آنا سيسكوفا            |
| 21 ديسمبر                                                                                  | المنستير، تونس ملعب صلب W15 قرعة المباريات الفردية والزوجية                                                                | فيرونيكا فالكوسكا آنا سيسكوفا 6–2، 6–2                                                                                     | أوبان دروجيت هيلينا ستيفيك             | أنيتا هوساريك مارتينا كوبكا                                                 | فيرونيكا فالكوسكا إيناس إيبو فيونا جانز آنا سيسكوفا            |
| 21 ديسمبر                                                                                  | أنطاليا، تركيا ملعب ترابي W15 قرعة المباريات الفردية والزوجية                                                              | أمينة أنشبا 6–2، 7–5 | جوليا أفدييفا                          | جوستينا ميكولسكيت أيلا أكسو                                                 | إيبيك أوز سيمونا أوجيسكو أندريا بريساكارو أنجيليكا إيسيفا      |
| 21 ديسمبر                                                                                  | أنطاليا، تركيا ملعب ترابي W15 قرعة المباريات الفردية والزوجية                                                              | نيكول فوسا هورغو جوليا كيميلمان 6–3، 6–3                                                                                   | أنستازيا بوبلافسكا أرينا سولوماتينا    | جوستينا ميكولسكيت أيلا أكسو                                                 | إيبيك أوز سيمونا أوجيسكو أندريا بريساكارو أنجيليكا إيسيفا      |
| 28 ديسمبر                                                                                  | المنستير، تونس ملعب صلب W15 قرعة المباريات الفردية والزوجية                                                                | آنا سيسكوفا 0–6، 4–6، 6–7(3–7)                                                                                             | أميلي فان إمب                          | هيلينا نارمونت شيراز بشري                                                   | فيديهي تشودهاري أنيتا حسريتش فيونا غانز أريانا زوكيني          |
| 28 ديسمبر                                                                                  | المنستير، تونس ملعب صلب W15 قرعة المباريات الفردية والزوجية                                                                | إيناس إيبو آنا سيسكوفا 3–6، 1–6                                                                                            | فيونا غانز إلينا جيموفيتش              | هيلينا نارمونت شيراز بشري                                                   | فيديهي تشودهاري أنيتا حسريتش فيونا غانز أريانا زوكيني          |

## الروابط الخارجية
- "10،600 لاعبة، 1135 حدثًا: جولة الاتحاد الدولي لكرة المضرب العالمية للسيدات لعام 2023 بالأرقام". الاتحاد الدولي لكرة المضرب. اطلع عليه بتاريخ 2024-01-02.
- "أجندة جولة الاتحاد الدولي لكرة المضرب العالمية للسيدات". الاتحاد الدولي لكرة المضرب. اطلع عليه بتاريخ 2024-01-02.
- الاتحاد الدولي لكرة المضرب